# Алдарово (Альшеевский район)
Алда́рово (баш. Алдар) — деревня в Никифаровском сельсовете Альшеевского района Республики Башкортостан России.

## Географическое положение
Находится на левом берегу реки Дёмы.
Расстояние до:
- районного центра (Раевский): 55 км,
- центра сельсовета (Никифарово): 10 км,
- ближайшей железнодорожной станции (Аксеново): 22 км.

## Население
| 2002 | 2009 | 2010 |
| ---- | ---- | ---- |
| 119  | ↗124 | ↘105 |

Национальный состав
Согласно переписи 2002 года, преобладающая национальность — башкиры (99 %).